# Biblioteca Queriniana
Die Biblioteca Queriniana ist eine Bibliothek in der italienischen Stadt Brescia.

## Geschichte
Die Bibliothek hat ihren Namen von dem Bischof Angelo Maria Querini, der sie zwischen 1746 und 1749 im Komplex des Bischofspalastes von Brescia errichten ließ und ihr etwa 1500 Bände aus seiner Privatsammlung schenkte. Das Projekt wurde dem Architekten Giovanni Battista Marchetti anvertraut.
Im Jahre 1750 wurde die Bibliothek für die Öffentlichkeit zugänglich gemacht und 1797 zur Nationalbibliothek der Cisalpinische Republik erklärt. Später erhielt sie Bestände aus in der napoleonischen Zeit aufgehobenen Klöstern.
Im 20. Jahrhundert wurden zahlreiche private Bibliotheken aus Nachlässen eingegliedert, darunter die von Martinengo da Barco, Lechi, Zanardelli, Di Rosa, Alessandro Sina und Paolo Guerrini.
Am 13. Juli 1944 wurde das Gebäude nach einem Bombardement beschädigt. Sie wurde kürzlich umstrukturiert, um sie den neuen Aufgaben einer modernen Bibliothek besser anzupassen. Die Sammlungen werden in geschlossenen, der Öffentlichkeit nicht zugänglichen, Lagerräumen aufbewahrt, in denen etwa 11 km Regale stehen.
Die Biblioteca Queriniana ist gesetzlich für die Hinterlegung des dritten Exemplars jeder in der Provinz Brescia gedruckten oder veröffentlichten Publikation zuständig.
Die Bibliothek hat eine historische Abteilung, die dem Risorgimento gewidmet ist, eine künstlerische Abteilung und eine Abteilung für lokale Studien.
Bis heute umfasst der Bestand mehr als 500.000 Werke, die über OPAC einsehbar sind.
Seit 2001 gibt es in der Filiale in der Nähe des Broletto auch eine Mediathek.

## Das Gebäude
Die Bibliothek wurde vom Architekten Giovanni Battista Marchetti mit Hilfe seines Sohnes Antonio erbaut und besteht aus einem großen rechteckigen Saal, dem zwei Leseräume und zwei weitere Räume angegliedert sind.
Der Saal und die kleinen Räume sind über eine Marmortreppe zugänglich, die zum Atrium führt, das im 18. Jahrhundert von Pietro Scotti und Enrico Albrizzi mit Fresken versehen wurde und wo man die von Bildhauer Antonio Callegari geschaffene Marmorbüste von Kardinal Querini bewundern kann.
Callegari hat in Zusammenarbeit mit Antonio Ferretti auch die Musenstatuen, die im Freien auf dem Gebäude aufgestellt sind, geschaffen.